# Benefit
| Críticas profissionais | Críticas profissionais |
| Avaliações da crítica  | Avaliações da crítica  |
| Fonte                  | Avaliação              |
| ---------------------- | ---------------------- |
| Allmusic               | 3 de 5 estrelas.       |

Benefit é o terceiro álbum de estúdio da banda britânica Jethro Tull. Foi lançado em abril de 1970.

## Faixas

### LP de 1970
Todas as canções por Ian Anderson.
1. "With You There To Help Me" - 6:15
2. "Nothing To Say" - 5:10
3. "Inside" - 3:46
4. "Son" - 2:48
5. "For Michael Collins, Jeffrey And Me" - 3:47
6. "To Cry You A Song" - 6:09
7. "A Time For Everything?" - 2:42
8. "Teacher" - 3:57
9. "Play In Time" - 3:44
10. "Sossity; You're A Woman" - 4:31

### CD Remaster de 2001
Todas as canções por Ian Anderson.
1. "With You There To Help Me" - 6:19
2. "Nothing To Say" - 5:14
3. "Alive And Well And Living In" - 2:48
4. "Son" - 2:51
5. "For Michael Collins, Jeffrey And Me" - 3:51
6. "To Cry You A Song" - 6:15
7. "A Time For Everything?" - 2:44
8. "Inside" - 3:49
9. "Play In Time" - 3:49
10. "Sossity; You're A Woman" - 4:42

Faixas bônus:
1. "Singing All Day" - 3:07
2. "Witche's Promise" - 3:52
3. "Just Trying To Be" - 1:37
4. "Teacher" (Original U.K. Remix) - 3:49

## Músicos
- Ian Anderson: flauta, vocais
- Martin Barre: guitarra
- Glenn Cornick: baixo
- Clive Bunker: bateria
- John Evan: piano e órgão